# Azohydromonas riparia
Azohydromonas riparia es una bacteria gramnegativa del género Azohydromonas. Fue descrita en el año 2017. Su etimología hace referencia a asociada al río. Es aerobia y móvil por flagelo polar. Contiene gránulos de polihidroxibutirato. Temperatura de crecimiento entre 15-40 °C, óptima de 28-32 °C. Forma colonias circulares, elevadas, lisas y de color blanco en agar R2A tras 2 días de incubación. A los 5 días se vuelve de color amarillento. No crece en agar TSA, LB ni MacConkey. Tiene un contenido de G+C de 70,8-71,2%. Se ha aislado de la orilla de un río en Corea del Sur. 